# Alex Matos (cantante)
Alexis Hipólito Suero Matos (Santo Domingo, 12 de febrero de 1976) más conocido como Alex Matos es un cantante dominicano de salsa, conocido como «El salsero de ahora».

## Biografía
Alex Matos nació en 1976 en Santo Domingo. Desde muy temprana edad mostró inclinación por la música, ya que con apenas cinco años fue el cantante principal de una pequeña agrupación formada por niños de su sector.
Inició estudios de canto con la profesora Marianela Sánchez, donde define su línea musical: salsa y balada pop. En ese tiempo logra la ayuda del arreglista Sandy Jorge con quien realiza su primera producción musical titulada «Ponte en salsa», la que cuenta con diez temas musicales, de los cuales ocho son inéditos (siete de su autoría), una adaptación («Piel de ángel») y un tributo al sonero Ismael Rivera. 
En 2011, de la mano del maestro Víctor Waill, lanza la canción «Si entendieras», popularizada por Anthony Ríos. A esta canción le siguieron «Una noche no es bastante», «El cariño es como una flor», «Amor perfecto», «Quiero decirte que te amo» y «Que pena me das», estas últimas de su propia autoría, presentándose así como cantautor.
En su primera gira a Europa, conoce a Roberto Ferrante, presidente de Planet Records, quien firma con él la producción y distribución de su disco «El salsero de ahora», el que es lanzado en 2013, conteniendo 12 temas, 6 adaptaciones y 6 inéditos, de los cuales, 3 son de autoría de Matos. La promoción del álbum comienza en la costa Este de Estados Unidos, logrando alcanzar el número 8 del ranking Latin Tropical Album de la lista de Billboard, y el número 7 del Tropical Chart de Billboard con la canción «Una noche no es bastante»
Alex empieza a adquirir notoriedad internacional al presentarse en programas como «Un nuevo día», «Acceso Total», «Despierta América», «Sábado Gigante», Jaime «Bayly», entre otros.

## Discografía
| Año  | Álbum                       | Discográfica   |
| ---- | --------------------------- | -------------- |
| 2009 | Ponte en salsa              | Independiente  |
| 2013 | El salsero de ahora         | Planet Records |
| 2017 | Salsa Sabor y Sentimiento   | Planet Records |
| 2021 | Para ti Anthony, El tributo | Mayimba Music  |

### Sencillos
| Año  | Tema                        | Álbum                      |
| ---- | --------------------------- | -------------------------- |
| 2012 | Si entendieras              |                            |
| 2012 | Una noche no es bastante    |                            |
| 2012 | El cariño es como una flor  |                            |
| 2013 | Quiero decirte que te amo   | El salsero de ahora        |
| 2013 | Tanque de amor              | El salsero de ahora        |
| 2013 | Piel de ángel               | El salsero de ahora        |
| 2013 | Tres puñales                | El salsero de ahora        |
| 2013 | Amor perfecto               | El salsero de ahora        |
| 2015 | Lo malo se va bailando      | Salsa, Sabor y Sentimiento |
| 2015 | Te voy a declarar la guerra | Salsa, Sabor y Sentimiento |
| 2016 | Todo lo malo se va bailando | Salsa, Sabor y Sentimiento |
| 2017 | Tú                          | Salsa, Sabor y Sentimiento |
| 2016 | Aprenderé                   | Salsa, Sabor y Sentimiento |
| 2017 | Algo Contigo                | Salsa, Sabor y Sentimiento |
| 2018 | Que Se Vayan Al Diablo      |                            |
| 2019 | Tu Ausencia                 |                            |

### Colaboraciones
- Viejo amigo (Con Anthony Ríos)
- Prefiero la soledad (con Anthony Santos, 2013)
- Quién controla el amor (con Yanfourd, 2015)
- Corazón Suavecito (con Chiquito Teamband, 2019)[1]

## Premios y nominaciones
| Año  | Categoría                                   | Premio                         | Resultado |
| 2011 | Salsero del Año                             | Premios Latino                 | Ganador   |
| 2012 | Salsero del Año                             | Premios Casandra               | Ganador   |
| 2013 | Salsero del Año                             | Premios Soberano               | Ganador   |
| 2013 | Salsero del Año                             | Premios Estrella Internacional | Ganador   |
| 2014 | Solista o Grupo Tropical Revelación del Año | Premios Lo Nuestro             | Ganador   |
| 2014 | Salsero del año                             | Premios Soberano               | Nominado  |
| 2015 | Salsero del año                             | Premios Soberano               | Nominado  |
| 2016 | Salsero del año                             | Premios Soberano               | Nominado  |
| 2017 | Salsero del año                             | Premios Soberano               | Nominado  |